# Leave What You Don't
«Deja lo Que No Es» —título original en inglés: «Leave What You Don't»— es el decimotercer episodio de la quinta temporada de la serie de televisión posapocalíptica, horror Fear the Walking Dead. Se estrenó el 8 de septiembre de 2019. Estuvo dirigido por Daisy von Scherler Mayer y en el guion estuvo a cargo de Ashley Cardiff y Nick Bernardone.

## Trama
En una secuencia de flashbacks, se muestra a un Logan más alegre colocando una caja de suministros al costado de la carretera. Recibe una llamada de ayuda de una mujer, Serena, que está atrapada por una manada de caminantes en una gasolinera. Logan le pide apoyo a Clayton por radio, pero él no responde. Hace un intento desesperado por salvar a Serena, pero es demasiado tarde cuando los caminantes la devoran (se revela que Clayton no pudo ayudar porque Sarah y Wendell robaron su camioneta durante el huracán).
Un Logan angustiado pronto es encontrado por un grupo a caballo, dirigido por una mujer llamada Virginia. Ella dice que lo ha estado observando y comparte su visión. En el presente, la tripulación de Logan llega al campo petrolero y se produce un enfrentamiento, con Logan declarando que están tomando todo el petróleo. El humo y el fuego del campo petrolero atraen a innumerables caminantes, lo que obliga a todos a refugiarse. Una reacia Sarah salva la vida de Logan mientras se esconden en una oficina. Mientras tanto, Alicia y Strand reciben una llamada de una mujer escondida en la misma gasolinera donde estaba Serena.
Logan, que está escuchando, anima a la mujer a suicidarse, pero Wes la rescata. Alicia y Strand llegan, pero la mujer dice que deben irse antes de que aparezcan las personas de las que huyó. A la mañana siguiente, los caminantes del campo petrolero son enviados y se reanuda el enfrentamiento. Logan parece haber cambiado de opinión, pero él y su tripulación son brutalmente asesinados por otro grupo. Virginia llega y siente que todos pueden ayudarse unos a otros. Su oferta es rechazada y cuando parece que Virginia está a punto de matar a todos, Luciana se ofrece a quedarse para ayudar a producir gasolina si todos los demás pueden irse. Virginia está de acuerdo, pero les hace saber a todos que su oferta sigue en pie.

## Recepción
"Leave What You Don't" recibió elogios de la crítica, a pesar de que la mayoría de los episodios de la temporada recibieron críticas mixtas o malas. Actualmente tiene una calificación del 93%, el episodio mejor revisado de la temporada y es el episodio mejor revisado en el sitio desde el estreno de la cuarta temporada, con una puntuación promedio de 7.5/10 sobre 14. en el agregador de reseñas Rotten Tomatoes. El consenso de los críticos dice: "'Leave What You Can' ayuda a sacar a la temporada de su letargo narrativo al enviar un antagonista insatisfactorio a favor de un nuevo villano que causa una impresión audaz".
Alexander Zalben de Decider elogió el episodio y escribió: "Después de semanas de jugar bien, demostrando que incluso en el apocalipsis zombi no hay ningún problema que no se pueda resolver con un abrazo y una risa, el programa demostró con el episodio de esta semana, "Leave What You Don't," sigue siendo el hermano de The Walking Dead." Sin embargo, Erik Kain de Forbes fue negativo sobre el episodio y escribió: "Incluso estos episodios más llenos de acción, incluso aquellos con un gran giro como este, de alguna manera logran seguir siendo aburridos".

### Calificaciones
El episodio fue visto por 1,45 millones de espectadores en Estados Unidos en su fecha de emisión original, por encima del episodios anterior.